# Eckwarderhörne

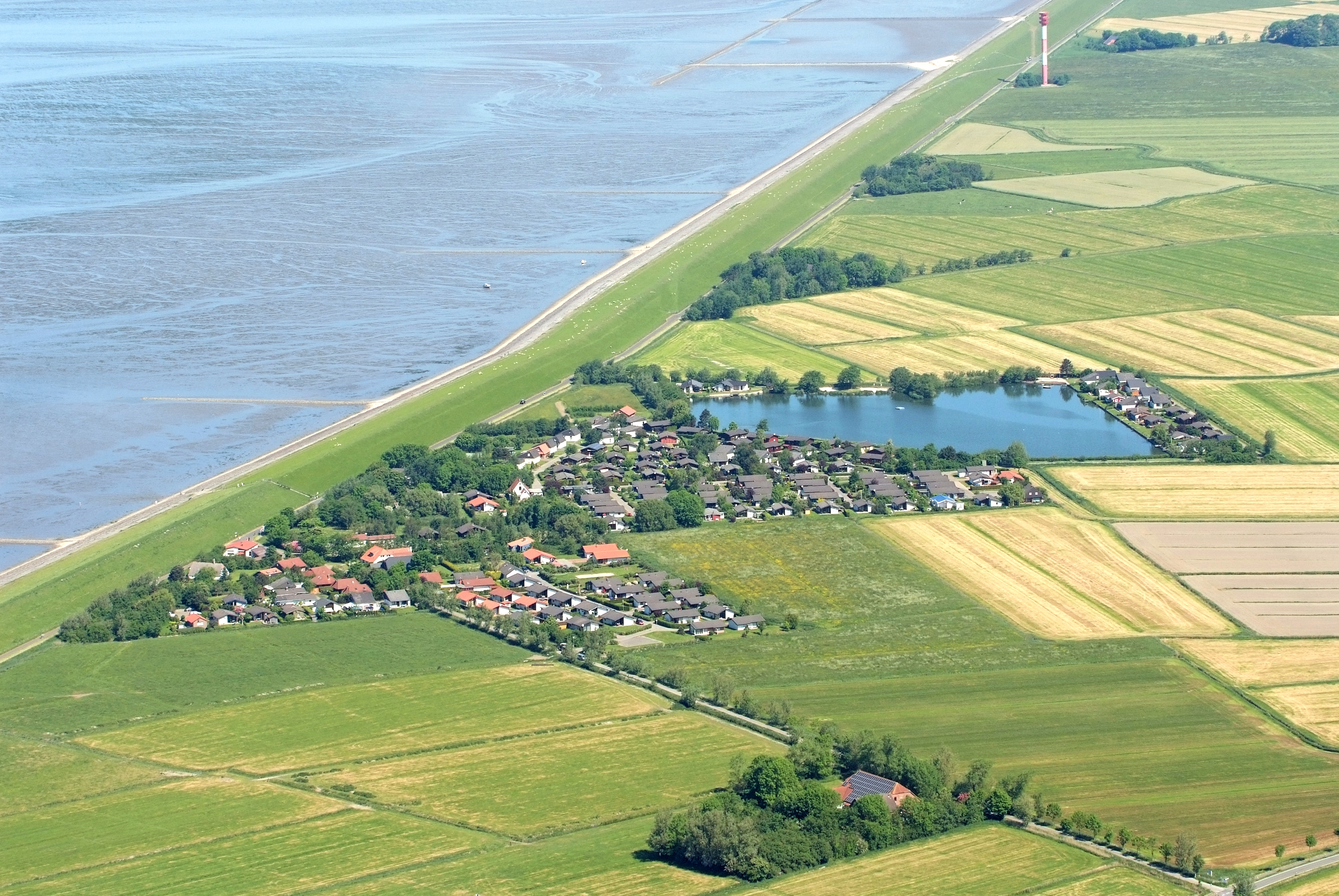
Luftbild des Wohngebiets

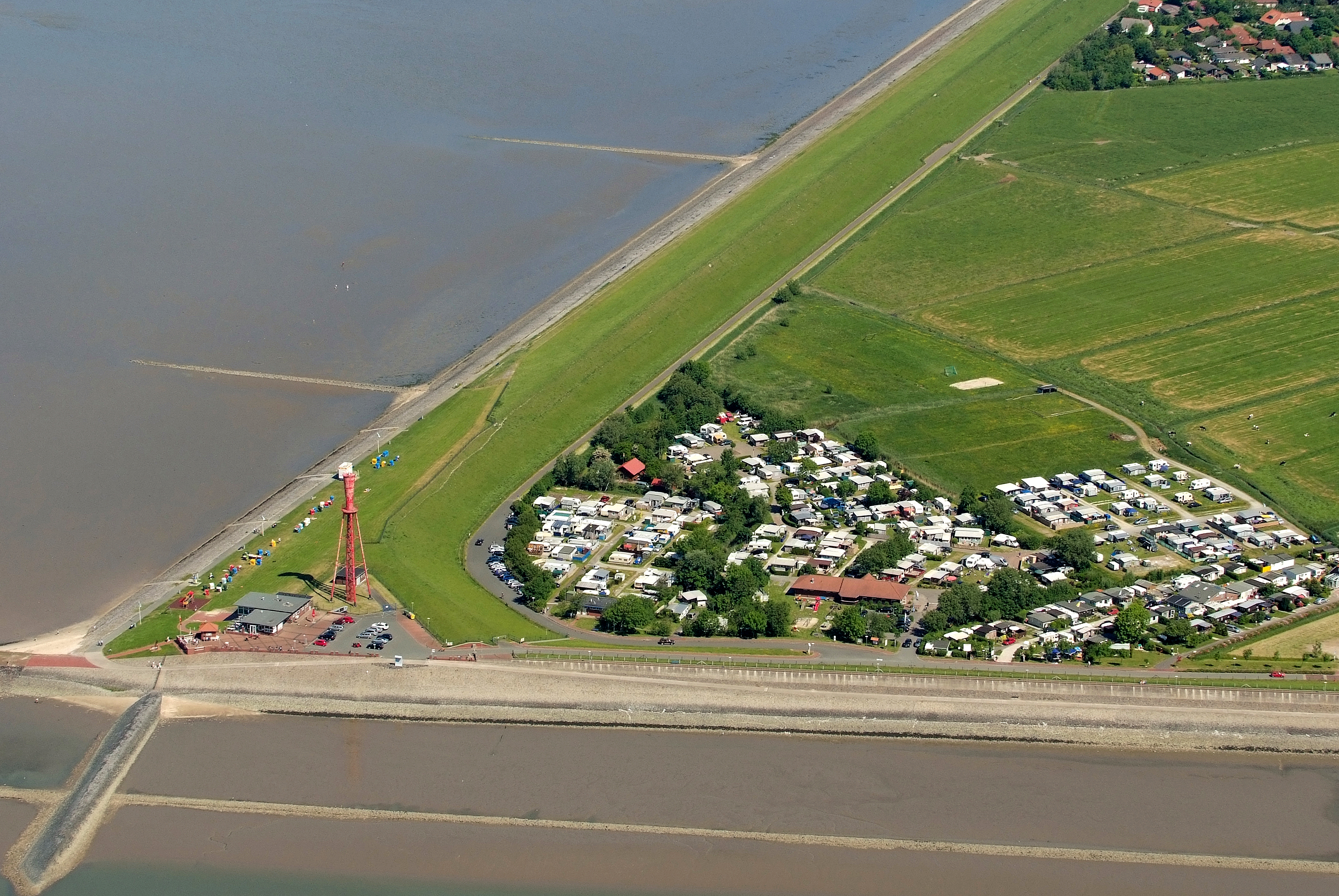
Luftbild mit Seezeichen und Campingplatz

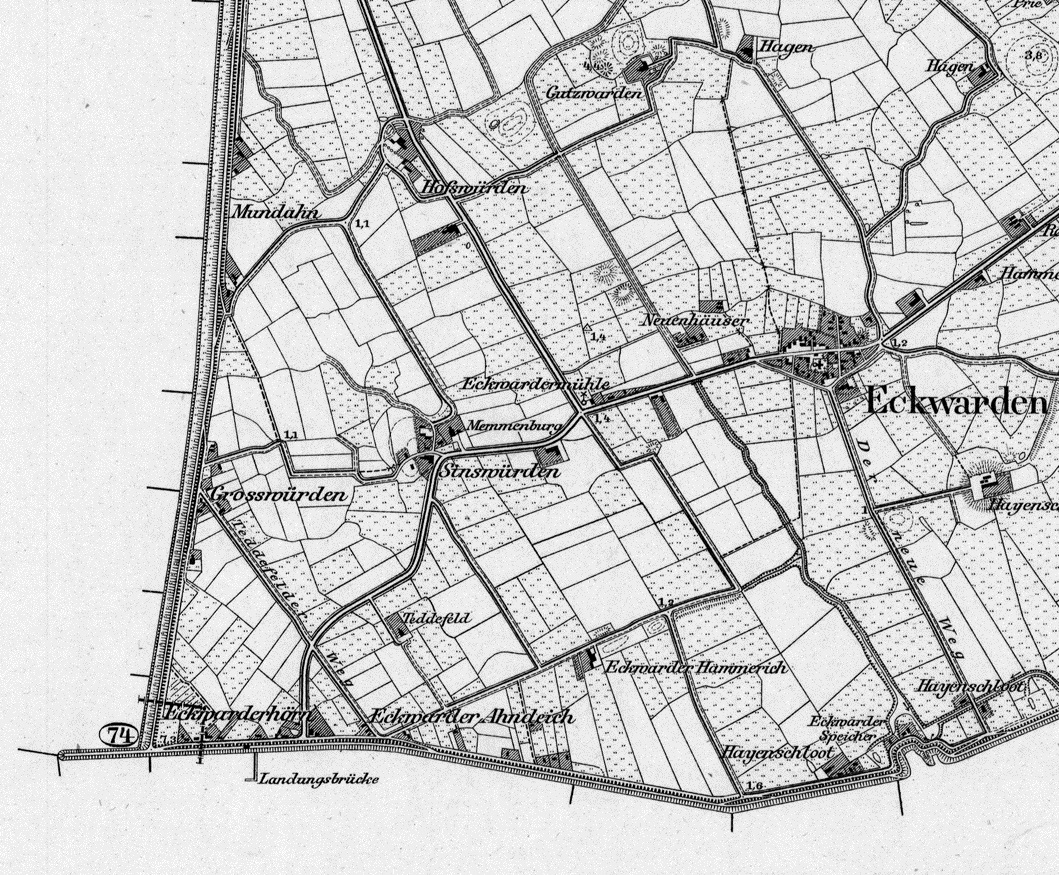
Eckwarderhörn auf einer Karte aus dem Jahr 1892 mit der damaligen preußisch-oldenburgischen Grenze

Der Ort Eckwarderhörne, früher Eckwarderhörn (hörn = Ecke) genannt, liegt an der Südwestspitze der Halbinsel Butjadingen im Landkreis Wesermarsch in Niedersachsen, Deutschland. Bei Eckwarderhörne befindet sich der Übergang vom Jadebusen zur Nordsee.

## Lage
Der Ort liegt 1,5 Kilometer südwestlich von Eckwarden. Direkt gegenüber auf der anderen Seite des Jadebusens liegt die Stadt Wilhelmshaven.

## Geschichte
Der Wohnplatz Eckwarderhörn im Amt Burhave (ab 1858 Amt Stollhamm) östlich des Jadebusens hatte am 20. Juli 1853 noch keine Einwohner. An diesem Tag schloss Preußen mit dem Großherzog Nikolaus Friedrich Peter von Oldenburg den Jade-Vertrag, mit dem die „Übernahme des Schutzes für die Seeschiffe des Großherzogtums Oldenburg durch Preußen“ geregelt werden sollte, tatsächlich das Königreich Preußen Gelände zur Anlage eines Kriegshafens am tiefen Fahrwasser der Jade erwarb. Dieses Jadegebiet bestand aus zwei Teilen beiderseits der Innenjade. Westlich war es Marschland der Gemeinde Heppens und östlich der Wohnplatz Eckwarderhörn. Die Verwaltung des Jadegebiets wurde 1854 auf die preußische Admiralität übertragen. Am 5. November 1854 wurde eine provisorische Verwaltung eingerichtet. Zur zuständigen Oberbehörde wurde das Königlich Preußische Admiralitäts-Kommissariat in Oldenburg bestimmt. Am 14. Mai 1855 folgte die Einführung der preußischen Gesetze. Aus dem Jadegebiet wurde am 1. April 1873 die Stadt Wilhelmshaven. Im Rahmen der Regelungen des Groß-Hamburg-Gesetzes trat die Stadt Wilhelmshaven 1937 den Wohnplatz Eckwarderhörn an die damalige Gemeinde Butjadingen im oldenburgischen Amt Wesermarsch ab.

### Befestigungsanlagen
Aufgrund seiner strategisch bedeutsamen Lage an der Einfahrt des Jadebusens war Eckwarderhörne in der Geschichte mehrfach Standort von militärischen Anlagen. Im 17. Jahrhundert plante Dänemark den Bau einer Küstenbatterie in Eckwarderhörne zum Schutz der Christiansburg. Von 1810 bis 1813 gab es hier eine Französische Batterie. Nachdem Oldenburg das Eckwarden an Preußen abtrat wurde hier die Deichbatterie Eckwarderhörne zum Schutz Wilhelmshavens errichtet. Während des Zweiten Weltkrieges befand sich in Eckwarderhörne die schwere Flakbatterie Eckwarderhörne.

## Freizeit
- Regelmäßig von März bis Oktober besteht die Möglichkeit zur Teilnahme an einer geführten Wattwanderung, bei der Wissenswertes über das empfindliche Ökosystem des Nationalparks Wattenmeer vermittelt wird.
- Von Eckwarderhörne werden Fahrten auf See angeboten. Anlaufstellen hierfür sind der Sportboothafen „Am Spieker“, der Fähranleger sowie der Badestrand mit dem 200 Meter langen Seesteg.
- Das Sportangebot umfasst Surfen bzw. Wellenreiten, Paddeln sowie Angeln.

## Verkehrsanbindung
Fährverbindungen bestehen, über die Weser von Nordenham nach Bremerhaven und in den Sommermonaten als Personen-/Fahrradfähre über den Jadebusen von Eckwarderhörne nach Wilhelmshaven. Über die Butjadinger Bahn bestand früher eine Bahnverbindung nach Bremen. Die Gemeinde ist über den Wesertunnel südlich von Nordenham an die A 27 angeschlossen. Über Varel bzw. Jaderberg gelangt man zur A 29. Busverbindungen bestehen nur im Nachbarort Eckwarden.